# 江口啓二
江口 啓二（えぐち けいじ、1980年12月27日 - ）は、日本のプロボクサー。大分県宇佐市出身。元日本ミドル級王者。姫路木下ボクシングジム所属。大分県立宇佐産業科学高等学校卒業。

## 来歴
高校では相撲部に所属しインターハイ十和田大会ベスト8や全国高等学校相撲選手権大会団体戦3位になるなどの実績を残した。
2003年2月23日、相撲時代の体重から40kg程減量しミドル級でのプロデビュー戦に1RKO勝利を収めた。
2003年12月21日、4連勝で全日本ミドル級新人王決定戦に西軍代表として出場も東軍代表清田祐三（フラッシュ赤羽）に6R判定で敗れ初の黒星を喫すると同時に、敗退。
2006年12月2日、保住直孝（ヨネクラ）ら強豪を含め10連勝で、日本ミドル級チャンピオン板垣俊彦（木更津グリーンベイ）に挑戦。10R判定で破り、タイトルを獲得した。
2007年3月25日、2回のダウンを奪われた後、3R逆転KOで氏家福太郎を破った。その後7月21日には淵上誠（八王子中屋）、10月20日に叶栄治（大阪帝拳）2008年2月10日に鈴木典史（ピストン堀口道場）、6月7日に小松学（ワタナベ）を退け、5度のタイトル防衛を果たした。
2008年9月6日、OPBF東洋太平洋ミドル級王者佐藤幸治（帝拳）に挑戦。試合開始すぐにダウンを取るも、その後反撃され1RTKO負けでタイトル獲得ならず2敗目を喫した。またこの試合には日本タイトルは懸けられていなかった。
2008年12月23日、日本ミドル級1位の鈴木哲也（進光）の挑戦を受ける。終始攻め続けたが要所で鈴木の的確な反撃にあい、お互いダウンこそなく判定にもちこむものの0-3の判定負けで3敗目を喫した。これにより、5度防衛してきた日本ミドル級王座の座を2年ぶりに明け渡した。
2009年8月22日、レイジングバトル70.0kg契約準決勝で日本ミドル級3位として岳たかはし（新田）と対戦し、初回TKO負けを喫して3連敗となった。この試合を最後に現役引退を決意した。

## 獲得タイトル
- 第52代日本ミドル級王座（5度防衛）